# نموذج IS-LM
نموذج IS-LM، أو نموذج هيكس هانسن: هو أداة للاقتصاد الكلي ثنائية الأبعاد تُظهر العلاقة بين أسعار الفائدة وسوق الأصول (المعروف أيضًا باسم الإنتاج الحقيقي في سوق السلع والخدمات إضافة إلى سوق المال). يشكّل تقاطع منحنيات «الادخار-الاستثمار» (IS) و«تفضيل السيولة -عرض النقود» (LM) «التوازن العام»، إذ يحدث التوازن المتزامن المفترض في كل من أسواق السلع والأصول. مع ذلك، هناك تفسيران مرادفان ممكنان: أولًا، يوضّح نموذج IS-LM التغيرات في الدخل القومي عندما يكون مستوى السعر ثابتًا على المدى القصير، ثانيًا، يُظهر نموذج IS-LM سبب انزياح منحنى الطلب الإجمالي. لذا، تُستخدم هذه الأداة في بعض الأحيان ليس لتحليل التقلبات الاقتصادية فحسب، بل أيضًا لاقتراح مستويات محتملة لسياسات استقرار مناسبة.
طوّر جون هيكس هذا النموذج في عام 1937، ثم توسّع لاحقًا على يد ألفين هانسن، على هيئة تمثيل رياضي للنظرية الكينزية في الاقتصاد الكلي. بين أربعينيات القرن العشرين ومنتصف السبعينيات، كان ذلك هو الإطار الرئيس لتحليل الاقتصاد الكلي. رغم أنه كان غائبًا إلى حد كبير عن أبحاث الاقتصاد الكلي منذ ذلك الحين، إلا أنه لا يزال أداة تمهيدية أساسية في العديد من مراجع الاقتصاد الكلي. يُستخدم نموذج IS-LM في حد ذاته، لدراسة المدى القصير عندما تكون الأسعار ثابتة أو لزجة ولا يؤخذ أي تضخم في الاعتبار. لكن في الممارسة العملية فإن الدور الرئيس للنموذج هو طريقة لشرح نموذج AD-AS.

## لمحة تاريخية
قُدّم نموذج IS-LM لأول مرة في مؤتمر لجمعية الاقتصاد القياسي عقد في أكسفورد خلال شهر سبتمبر عام 1936. قدم كلّ من روي هارود وجون ر. هيكس وجيمس ميد أوراقًا تصف النماذج الرياضية التي تحاول تلخيص نظرية جون ماينارد كينيز العامة للتوظيف، والفائدة والنقد. اخترع هيكس، الذي رأى مسودة ورقة هارود، نموذج IS-LM (مُستخدمًا في الأصل الاختصار «LL»، لا «LM»). قدّمها لاحقًا في «السيد كينيز والكلاسيكيات: تفسير مقترح».
وافق هيكس لاحقًا على أن النموذج غاب عن نقاط مهمة من النظرية الكينزية، وانتقدها على أنها ذات استخدام محدود للغاية لا يتجاوز «أداة فصل دراسي»، وانتقد أساليب التوازن عمومًا: «عندما يتحول المرء إلى أسئلة السياسة، مُتطلعًا إلى المستقبل بدلاً من الماضي، يبقى استخدام أساليب التوازن أكثر اشتباهًا». كانت المشكلة الأولى أنه يعرض القطاعين الحقيقي والنقدي على أنهما منفصلان، وهو شيء حاول كينز تجاوزه. إضافة إلى ذلك، يتجاهل نموذج التوازن حالة عدم التأكد، وأن تفضيل السيولة يكون منطقيًا فقط في وجود حالة عدم التأكد «لأنه لا يوجد معنى في السيولة، ما لم تكن التوقعات غير مؤكدة». سيؤدي الانزياح في أحد منحنيي IS أو LM إلى حدوث تغيير في التوقعات، ما يُزيح المنحنى الآخر.
على الرغم من أن هذا النموذج مقبول عمومًا رغم كونه غير كامل، يُنظر إليه على أنه أداة تربوية مفيدة لإضفاء فهم على الأسئلة التي يحاول علماء الاقتصاد الكلي الإجابة عليها عبر أساليب أدق. على هذا النحو، يُضمّن هذا النموذج في معظم مراجع الاقتصاد الكلي للطلاب الجامعيين، ولكن يُحذف من معظم نصوص الدراسات العليا بسبب الهيمنة الحالية لدورة الأعمال الحقيقية والنظريات الكينزية الحديثة.

## الانزياح

مثال لنموذج IS-LM وهو النموذج المُستخدم لتحليل صدمات الطلب على الاقتصاد.

تتمثل إحدى الفرضيات في أن عجز الميزانية («السياسة المالية») له تأثير مماثل لتأثير انخفاض معدل الادخار أو زيادة الاستثمار الثابت الخاص، ما يزيد من حجم الطلب على السلع عند كل سعر فائدة لوحده. العجز المتزايد من قبل الحكومة الوطنية يُزيح منحنى IS إلى اليمين. يؤدي ذلك إلى رفع معدل الفائدة على التوازن (من i1 إلى i2) والدخل القومي (من Y1 إلى Y2)، كما هو موضح في الرسم البياني في الأعلى. يُشار إلى مستوى توازن الدخل القومي في مخطط IS-LM بأنه الطلب الإجمالي.
يزعم الكينزيون بأن الإنفاق قد «يجذب» (يشجع) الاستثمار الثابت الخاص عبر تأثير المعجِّل، ما يساعد على النمو طويل الأجل. علاوة على ذلك، إذا أنفق العجز الحكومي على الاستثمار العام الإنتاجي (على سبيل المثال، البنية التحتية أو الصحة العامة)، فإن هذا الإنفاق يؤدي مباشرةً في النهاية إلى زيادة الإنتاج المحتمل، مع ذلك ليس بالضرورة أكثر (أو أقل) مما قد يفعله الاستثمار الخاص المفقود. يعتمد مدى أي مزاحمة اقتصادية على شكل منحنى LM. يمكن لانزياح ما في منحنى IS على طول مستقيم LM ذي ميلٍ قليلٍ (قريب من الأفقي) أن يزيد الإنتاج بدرجة كبيرة نتيجة حدوث تغير طفيف في سعر الفائدة. من ناحية أخرى فإن انزياحًا نحو اليمين في مستقيم IS على طول مستقيم LM ذي ميلٍ كبيرٍ (قريبٍ من العمودي) سيؤدي إلى أسعار فائدةٍ أعلى، ولكن دون تغيير كبير في الإنتاج (هذه الحالة تُمثّل «رؤية الخزانة»).
تنتج الانزياحات نحو اليمين لمنحنى IS عن الزيادات الخارجية في الإنفاق الاستثماري (أي لأسباب أخرى غير أسعار الفائدة أو الدخل)، وفي الإنفاق الاستهلاكي، وفي الإنفاق على التصدير من قبل أشخاص خارج الاقتصاد الذي يتم تشكيله، ومن الانخفاضات الخارجية في الإنفاق على الواردات أيضًا. لذا، فإن هذه أيضًا ترفع كلًّا من دخل التوازن ومعدل فائدة التوازن. بلا شك، تُزيح التغييرات في هذه المتغيرات في الاتجاه المعاكس منحنى IS في الاتجاه المعاكس.
يسمح نموذج IS – LM أيضًا بدور السياسة النقدية. إذا ازداد عرض النقود، فإن ذلك يُزيح منحنى LM نحو الأسفل أو نحو اليمين، مخفّضًا أسعار الفائدة ويزيد من الدخل القومي التوازني. علاوة على ذلك، تؤدي الانخفاضات الخارجية في تفضيل السيولة، ربما بسبب تحسن تقنيات المعاملات، إلى انزياحات نحو الأسفل في منحنى LM، ما يؤدي إلى زيادة في الدخل وانخفاض في أسعار الفائدة. تزيح التغييرات في هذه المتغيرات في الاتجاه المعاكس منحنى LM في الاتجاه المعاكس.

## الدمج في نماذج أوسع
يُستخدم نموذج IS-LM في حد ذاته لدراسة المدى القصير عندما تكون الأسعار ثابتة أو لزجة ولا يؤخذ أي تضخم في الاعتبار. لكن من الناحية العملية، يتمثل الدور الرئيس للنموذج في نموذج فرعي للنماذج الأوسع (وخاصة نموذج العرض الإجمالي - الطلب الإجمالي، المسمى نموذج AD-AS) الذي يسمح بمستوى سعر مرن. في نموذج العرض الإجمالي - الطلب الإجمالي، تكون كل نقطة في منحنى الطلب الإجمالي نتيجة لنموذج IS-LM للطلب الإجمالي Y على أساس مستوى سعر معين. بدءًا من نقطة واحدة على منحنى الطلب الإجمالي، عند مستوى سعر معين وكمية من الطلب الإجمالي المتضمنة في نموذج IS-LM لمستوى السعر هذا، إذا نظر المرء في مستوى سعر محتمل أعلى، في نموذج IS-LM، سيكون المعروض النقدي الحقيقي M/P أقل، لذا سينزاح منحنى LM إلى أعلى، مؤديًا إلى طلب إجمالي أخفض كما يقاس بالموقع الأفقي لتقاطع IS-LM؛ لذا يكون مستوى الطلب الإجمالي أقل عند مستوى الأسعار الأعلى، فيكون منحنى الطلب الإجمالي منحدرًا بشكل سلبي.